# Jørn Sørensen
Jørn Sørensen (Nibe, 17 ottobre 1936) è un ex calciatore danese, di ruolo centrocampista.

## Carriera

### Club
Cresciuto nel KB, nel 1961 si trasferisce in Francia. In seguito fa un paio di esperienze in Scozia, prima di chiudere la carriera in Svizzera.

### Nazionale
Debutta il 15 maggio 1958 contro le Antille Olandesi (3-2). Il 15 ottobre 1961 sigla tre reti alla Finlandia (9-1).

## Palmarès

### Club

#### Competizioni nazionali
- Coppa di Scozia: 1

Rangers: 1965-1966

### Nazionale
- Argento olimpico: 1

Roma 1960